# Kaniga (vattendrag)
Kaniga är ett vattendrag i Burundi. Det ligger i den centrala delen av landet, 50 kilometer öster om huvudstaden Bujumbura.
Omgivningarna runt Kaniga är en mosaik av jordbruksmark och naturlig växtlighet. Runt Kaniga är det tätbefolkat, med 411 invånare per kvadratkilometer.